# Microsoft Office Outlook Connector
Microsoft Office Outlook Connector är ett gratis tillägg till Microsoft Outlook vilket gör att Outlook 2003 och Microsoft Outlook 2007 kan komma åt de webb-baserade tjänsterna Windows Live Hotmail och Office Live Mail. Med detta tillägg kan användarna synkronisera E-Post, Kalender, Kontakter och Anteckningar i Outlook med motsvarande funktioner hos Microsoft Live applikationer på webben. För närvarande så är det bara E-posttjänsterna som är gratis att använda. Övriga delar kräver ett Premium abonnemang.
Microsoft Office Outlook Connector finns idag endast till Windows XP och Windows Vista.

## Protokoll
Deltasynk Är ett protokoll som skapats av Microsoft för att synkronisera till exempel olika E-Post och kalendertjänster